# Astyochia nigrivena
Astyochia nigrivena är en fjärilsart som beskrevs av W. Warren 1897. Astyochia nigrivena ingår i släktet Astyochia och familjen mätare. Inga underarter finns listade i Catalogue of Life.